# Katedrála ve Stavangeru
Katedrála ve Stavangeru, norsky Stavanger domkirke, oficiálně Katedrála svatého Swithuna, je kostel v norském městě Stavanger. Jde o nejstarší katedrálu v Norsku. Postavena byla asi v letech 1125-1150. Stavitelem byl král a křižák Sigurd Jorsalfar. Město Stavanger za rok dostavby považuje datum 1125. Základy stavby jsou románské, v roce 1272 byl však Stavanger zničen požárem a katedrála utrpěla těžké škody. Chrám byl poté přestaven v gotickém stylu. V 17. století se na vnitřní výzdobě podílel skotský řezbář a malíř Andrew Lawrenceson Smith. U vchodu do sakristie jsou sochy Magnuse VI., Erika II. a Haakona V. Během renovace v 60. letech 19. století došlo k výraznému zásahu, kamenné zdi byly omítnuté a budova ztratila středověký vzhled. Kritika těchto necitlivých zásahů vedla k další rekonstrukci pod vedením architekta Gerharda Fischera v letech 1939–1964, která se pokusila katedrále vrátit gotický vzhled. Původně byl chrám katolický, od reformace ho užívá protestantská Norská církev, jejíž stavangerský biskup v katedrále sídlí.

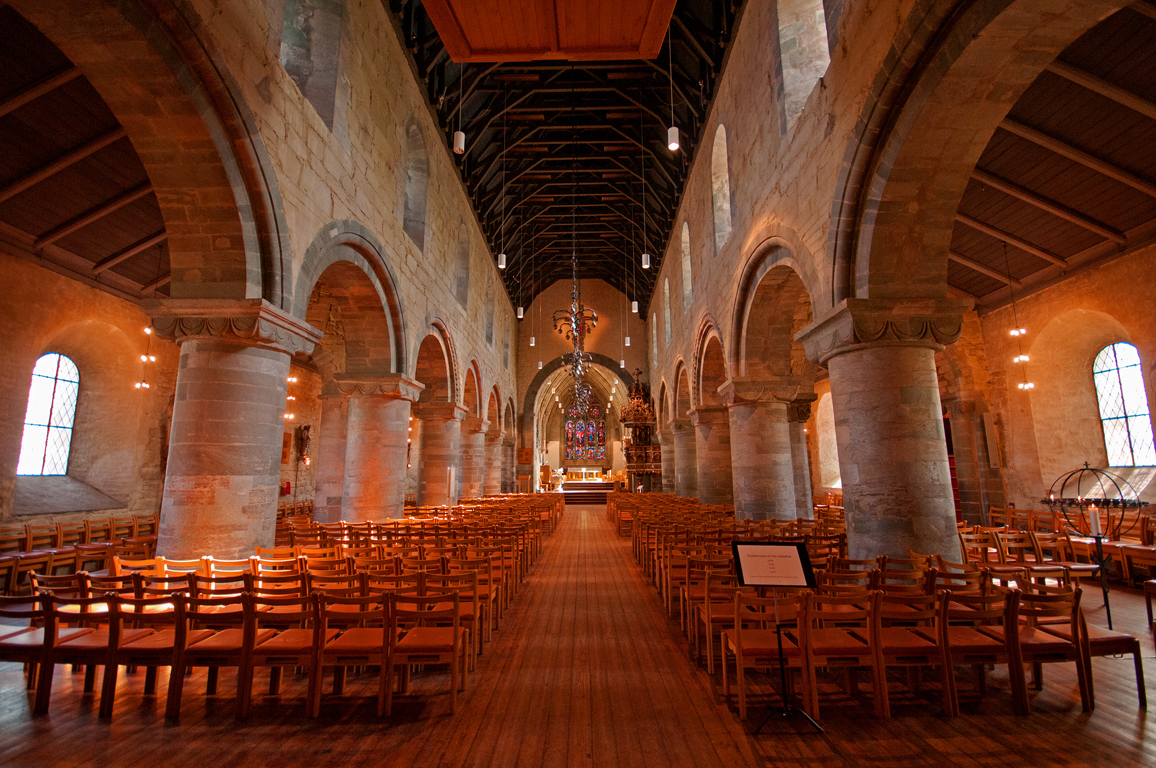
Interiér katedrály